# استان لکو
استان لِکو (به ایتالیایی: Provincia di Lecco) یکی از استان‌های ناحیهٔ لمباردی در شمال ایتالیاست و مرکز آن شهر لکو می‌باشد. این استان در غرب و بخشی از شمال آن با استان کومو، در شمال و بخشی از شرق آن با استان سوندریو، در شرق با استان برگامو و در جنوب با استان مونتزا و بریانتزا هم‌مرز است. این استان ۸۱۶ کیلومتر مربع مساحت داشته و جمعیت آن در سرشماری سال ۲۰۰۹ برابر با ۳۳۷٬۹۱۲ نفر بوده است.

## جغرافیا
استان لکو در شمال مرکزی ایتالیا واقع شده است. این استان از شمال و غرب با استان کومو، از شرق و شمال با استان سوندریو، از شرق با استان برگامو و از جنوب با استان مونتزا و بریانتزا هم‌مرز است. استان لکو تنها ۸۰۵٫۶۱ کیلومتر مربع مساحت دارد که حدود ۶۰۰ کیلومتر مربع آن در آن سوی رود آدا، در والسسینا قرار دارد. زمین باقی‌مانده در اوگیونزه، کازاتزه و مراتزه واقع شده است، به علاوه ۱۶ کیلومتر مربع متعلق به شهرداری اولیوتو لاریو است که در سمت دیگر دریاچه کومو، در والسسینا، در منطقه پیش از آلپ لکزه قرار دارد. ۷۰ درصد استان کوهستانی و ۳۰ درصد دیگر تپه‌ای است. بلندترین نقطه، کوه لگونه در شمال استان است که ۲۶۰۹ متر ارتفاع دارد؛ در مرکز گریگنه دیدنی. در غرب، دریاچه مونته کورنیزولو در ارتفاع ۱۲۴۰ متری و مونته رای در ارتفاع ۱۲۵۹ متری قرار دارد. در شرق استان، مونته سردا و رزگونه دی لکو با ارتفاع ۱۸۷۵ متر قرار دارند که شکل مشخصه آن یادآور دندان‌های اره است. در مرکز-جنوب، مونته بارو با ارتفاع ۹۲۲ متر در پارک منطقه‌ای مونته بارو قرار دارد.
این استان شامل دریاچه‌های متعددی است، از جمله دریاچه کومو و دریاچه آنونه در کومونه‌های گارلاته و الجیناته. در غرب، کومونه‌های روگنو، بوسیسیو پارینی و چزانا بریانتزا مشرف به دریاچه پوسیانو هستند. همچنین رودخانه‌های فراوانی در این استان وجود دارد، از جمله رود اصلی آدا و لامبرو که از کستا مازناگا، روگنو و نیبیونو می‌گذرد. سایر رودخانه‌های کوچک‌تر عبارتند از: مولگورا، بوه‌را، شاخه‌ای از لامبرو، پیوورنا که در والسسینا جریان دارد، و وارو که در وال وارونه جریان دارد.

## تاریخ
اولین آثار انسان در استان لکو در درهٔ کورونه بین شهرک‌های مونته‌وکیا و رُوانیاته یافت شده است که به انسان نئاندرتال نسبت داده می‌شود و دیرینگی آن به ۶۲۰۰۰ سال پیش می‌رسد.
در اوایل سده‌های میانه، این منطقه به مرکز یک شبکه مهم مستحکم تبدیل شد که از مدیولانوم دفاع می‌کرد. باستان‌شناسان کاوش‌های مهمی را در کوه بارو، گالبیاته، گارلاته و چیواته انجام داده‌اند. در قرن دهم، این منطقه تحت سلطه آتونیدها بود و از سده دوازدهم به تدریج در ناحیه کمون میلان ادغام شد و به دو بخش لکو و مارتسانا تقسیم شد.
از ۱۵۲۸ تا ۱۵۳۲، این منطقه یک تیول مستقیماً وابسته به امپراتوری مقدس روم بود که به کنت جیان جاکومو مدیچی سپرده شده بود.
در سال ۱۷۹۷، جمهوری سیسالپاین، دپارتمان مونتانیا را با مرکزیت لکو تأسیس کرد که تقریباً با استان فعلی به اضافه کل بریانتزای خاوری مطابقت داشت. اما این دپارتمان عمر کوتاهی داشت و سال بعد قلمرو آن بین دپارتمان‌های سریو با مرکزیت برگامو و مناطقی که به میلان و سوندریو وابسته بودند، تقسیم شد.
با اعلام پادشاهی ایتالیا در سال ۱۸۰۵، لکو به دپارتمان جدید لاریو اضافه شد که بعداً به استان کومو تبدیل شد. در زمان پادشاهی ایتالیا، این منطقه بخشی از استان کومو بود و یک ناحیه را تشکیل می‌داد که در سال ۱۹۲۷ منحل شد. از آن زمان تلاش‌هایی برای ایجاد یک استان جدا از کومو آغاز شد، اما تنها در سال ۱۹۹۲ این هدف با جدا شدن چندین شهرداری از استان‌های کومو و برگامو محقق شد. تا زمان ایجاد استان لکو، ۸۴ شهرداری از ۹۰ شهرداری که در ابتدا آن را تشکیل می‌دادند، در قلمرو کومو قرار داشتند. شش شهرداری (کالوتزیوکورته، وروکوراگو، مونته مارنزو، توره ده' بوزی، اروه، کارنو) از استان برگامو جدا شدند. توره ده' بوزی در سال ۲۰۱۸ به استان برگامو بازگشت.

## شهرستان‌ها
استان لکو ۹۰ کُمونه یا شهرستان دارد که مهم‌ترین آنها از نظر جمعیتی بر پایهٔ سرشماری ۳۱ دسامبر ۲۰۱۰ به ترتیب زیر است:
| کُمونه           | جمعیت  |
| --------------- | ------ |
| لکو             | ۴۷٬۷۹۱ |
| مِراته           | ۱۴٬۸۷۴ |
| کالولتزیکورته   | ۱۴٬۳۹۹ |
| کاساتِنُووو       | ۱۲٬۶۲۳ |
| والمادررا       | ۱۱٬۵۴۲ |
| ماندلو دل لاریو | ۱۰٬۶۱۱ |
| اوجونو          | ۸٬۷۷۳  |
| گالبیاته        | ۸٬۶۳۶  |
| میسالیا         | ۸٬۵۴۵  |
| کولیکو          | ۷٬۴۸۸  |
| اولجیناته       | ۷٬۱۶۲  |
| اولجاته مولگورا | ۶٬۲۶۰  |
| روبیاته         | ۵٬۹۸۱  |
| باراتزانو       | ۵٬۱۷۸  |
| کالکو           | ۵٬۰۸۰  |
| مورترونه        | ۳۳     |

## اماکن دیدنی
استان لکو دارای جاذبه‌های هنری، فرهنگی و طبیعی متنوعی است. مرکز این منطقه، شهر مانزونی است که در اطراف آن می‌توان به پیاده‌روی پرداخت و مکان‌هایی را که الهام‌بخش نویسنده بزرگ میلانی در نوشتن یکی از رمان‌های اصلی تاریخ ادبیات ایتالیا، نامزدها، بود، کشف کرد.
علاوه بر مسیر معروف مانزونی که در مرکز استان قرار دارد، جاذبه‌های جالب دیگری نیز در این استان وجود دارد. از جمله این جاذبه‌ها می‌توان به موارد زیر اشاره کرد:
- بلانو - تنگه اوریدو دی بلانو، کلیسای محلی و مرکز تاریخی
- کالوتزیوکورته - صومعه سانتا ماریا دل لاولو
- کاساگو بریانتزا - مقبره ویسکونتی دی مودرون
- چیواته - صومعه سن پیترو ال مونته
- کولیکو - آثار قرون وسطایی و صومعه پیونا
- درویو - آثار قرون وسطایی در کورنو پلینیو (قلعه کومیتال و کلیسا)
- گالبیاته - ویلا بالابیو برتارلی
- ایمبرساگو - پناهگاه مادونا دل بوسکو و کشتی لئوناردو
- لکو - مسیر مانزونی؛ دیوارهای لکو؛ دهکده ماهیگیران در پسکارنیکو
- لیرنا - دهکده کاستلو
- مالگراته - معماری مدرن در کنار دریاچه و دهکده باستانی
- ماندلو دل لاریو - برج بارباروسا در دهکده ماگیانا
- مونته‌وکیا - پناهگاه بئاتا ورجین دل کارملو
- اولجیناته - دهکده متروکه کنسونو، صومعه سانتا ماریا لا ویت
- اوجیونو - غسل تعمید باستانی رومی، آثار قرون وسطایی و رنسانس
- پادرنو دادا - پل سن میکله
- والمادررا - بنای طبیعی منطقه‌ای ساسو دی پرگودا
- وارنا - دهکده ماهیگیری زیبا در دریاچه کومو
- وندروگنو - موزه شیر و تاریخ موگیاسکا و یازده کلیسای تاریخی
- ورکوراگو - ساکرو مونته دی سوماسکا و قلعه اینونیناتو